# Jérémie Gindre
Jérémie Gindre (* 24. Februar 1978 in Genf) ist ein Schweizer Künstler und Schriftsteller. Er entwirft Objekte, Zeichnungen und Bilder, die die Wahrnehmung der natürlichen Welt durch das Prisma kultureller Faktoren in Frage stellen sollen.

## Ausstellungen (Auswahl)
- 2005 Crawl & Sédiments[1], Kunsthaus Baselland, Muttenz, Basel
- 2010 Infinite Crust, Chert, Berlin
- 2011 Menhir Melon, Circuit, Lausanne
- 2013 Image Canyon, Kunsthalle Fri Art, Freiburg
- 2015 Camp Catalogue, La Criée, Rennes
- 2016 Camp Catalogue[2], La Kunsthalle, Mulhouse
- 2016 Kamp Kataloog, Kiosk, Gent

## Publikationen
- Tombola. Zoé, Genf 2023, ISBN  978-2-88907-280-4.
- Trois réputations. Zoé, Genf 2020.
- Pas d’éclairs sans tonnerre, Zoé, Genf, 2017
- Camp Catalog, Lendroit, Rennes, 2016
- One Helluva Hole, Motto Books, Berlin, 2016
- On a eu du mal, Editions de l’Olivier, Paris, 2013
- Sandwichsm, Rollo Press, Zurich, 2011
- Les formes du relief, Dasein, Paris, 2009
- Grand Massif, Boabooks, Genf, 2009
- La Grande Bâche Mystérieuse, Head, Genf, 2007
- Crawl & Sédiments, Edition Fink, Zürich, 2005

## Auszeichnungen
2024: Schweizer Literaturpreis für Tombola